# Saittakarit
Saittakarit är öar i Finland. De ligger i Bottenviken och i kommunen Simo i den ekonomiska regionen  Kemi-Torneå i landskapet Lappland, i den norra delen av landet. Öarna ligger omkring 110 kilometer söder om Rovaniemi och omkring 610 kilometer norr om Helsingfors.
Arean för den av öarna koordinaterna pekar på är 0,7 hektar och dess största längd är 210 meter i öst-västlig riktning.